# An einem Tag im April
An einem Tag im April ist ein deutscher Fernsehfilm der Frühling-Filmreihe von Christoph Eichhorn, der am 6. Februar 2022 erstmals im ZDF ausgestrahlt wurde.
Der Film erzählt die Geschichte der Dorfhelferin Katja Baumann, gespielt von Simone Thomalla, die Familien in Notsituationen zur Seite steht und gleichzeitig versucht Frühling in die Herzen der Menschen zu tragen. Es ist der 34. Film einer Reihe, in deren Mittelpunkt die Menschen des Ortes mit Namen Frühling stehen.

## Handlung
Friederike Neumeister und ihr Sohn Theo feiern den 18. Geburtstag von Marie. Seltsam ist nur, Marie ist gar nicht da, schon seit sechs Jahren nicht. Trotzdem tun die beiden, als wäre sie anwesend. Als Theos Mutter wegen einer akuten Meningitis ins Krankenhaus muss, soll Dorfhelferin Katja Baumann die Aufsicht und die Versorgung von Theo absichern. So packt sie ihren Koffer und muss Adrian wieder mal allein lassen. Adrian flüchtet sich weiter in seine Computer-Spiel-Welt. Damit gefährdet er die Beziehung zu seiner Freundin Lilly und auch das „Carpe Diem“. Die Köchin Leslie führt das Restaurant, seit dem Tod von Adrians Vater, meist allein, was sie ziemlich überfordert. Lilly wendet sich immer mehr Levi zu, der im Gegensatz zu Adrian Zeit für sie hat. So überlegt sie Adrian freizugeben und seine Exfreundin Nora zu bitten sich um ihn zu kümmern, denn ihre Beziehung zu Adrian scheint zerbrochen.
Katja lässt sich von Theo Neumeister das Haus zeigen und erfährt dabei die tragische Geschichte um Marie, die an einem Tag im April vor sechs Jahren spurlos verschwunden war. Sie erlebt aber auch, wie präsent sie für die Familie geblieben ist, die fest davon überzeugt ist, dass Marie irgendwann wieder zurückkommen wird. Katja überlegt, wie sie der Familie helfen kann, sich mit der Realität abzufinden, denn offensichtlich leidet der 15-jährige Theo unter der gesamten Situation. Auf die Frage, was mit seinem Vater wäre, blockt er zunächst ab, äußert dann aber, dass er wohl in Regensburg leben würde und eine neue Familie gegründet hätte. Katja bestärkt Theo darin seinen Vater anzurufen und sein Vater scheint nur darauf gewartet zu haben. Er setzt sich sofort ins Auto und kommt zu ihm. Theo hat Angst, seine Mutter wird das nicht verstehen und so verspricht Katja, mit ihr zu reden. Friederike Neumeister fällt es nicht leicht sich einzugestehen, ihre verschwundene Tochter mehr zu beachten als ihren präsenten Sohn. Sie erlaubt ihrem Exmann sich die nächsten Tage um Theo zu kümmern und auch zukünftig wieder in seinem Leben eine Rolle zu spielen.

## Hintergrund
Die Episode wurde vom ZDF in Zusammenarbeit mit „Seven Dogs Filmproduktion“ und UFA Fiction produziert und im Rahmen der ZDF-„Herzkino“-Reihe und als 34. Folge der Frühling-Filmreihe ausgestrahlt. Die Dreharbeiten erfolgten vom 27. April bis zum 24. Juni 2021 in Bayrischzell im Landkreis Miesbach. Einer der Hauptdrehorte ist auch das „Cafe Huber“ in Bayrischzell und die Kurklinik in Thiersee sowie der See selbst.

## Rezeption

### Kritik
Bei prisma.de schrieb Hans Czerny: „eine Geschichte, die tragischer nicht sein könnte und niemals ihre Aktualität verliert: über eine Familie, die daran zerbricht, dass ihre Tochter vor vielen Jahren verschwand und niemals gefunden wurde“ und über einen Bruder, der unter dem „Verlust der Schwester leidet [und] viel zu früh […] erwachsen werden“ musste.
Oliver Armknecht von film-rezensionen.de meinte, der Film „stellt eine Familie vor, die noch immer damit kämpft, dass die Tochter vor Jahren spurlos verschwunden ist. Das hat durchaus seine Momente, wenn es um das Thema Trauerarbeit geht. Es fehlt aber an einer tatsächlichen Auseinandersetzung, dazu gibt es beim Nebenstrang wieder nur Stillstand“ und es wird „Nahezu völlig auf eine Entwicklung“ verzichtet „und immer wieder dieselben Sachen“ wiederholt, was „nicht so wirklich glücklich“ ist. „Diese Zeit wäre besser anderweitig in eine Entwicklung investiert. Die allzu versöhnliche Auflösung fällt praktisch vom Himmel, ohne dass jemand viel dafür tun musste. Das ist schon ein wenig grotesk. Außerdem verpasst es ‚Frühling: An einem Tag im April‘ mal wieder, das Gefühl eines wirklichen Dorfes zu erzeugen oder eines realen Berufes von Katja. Deren einzige Arbeit in dem Film besteht darin, sich mehrere Tage mit Theo zu unterhalten. Das hat seine Momente, auch weil die schauspielerische Leistung auf einem beachtlichen Niveau ist. Es hätte aber bei dem sensiblen Thema der Trauerbewältigung dann doch mehr Feingefühl und wirkliche Auseinandersetzung gebraucht. Das ist alles ein bisschen sehr zugespitzt, um das Publikum möglichst hart zu treffen. Wem es um große Gefühle geht, der wird bedient. Tatsächlich gut ist der Film aber nicht.“
Die Kritiker der Fernsehzeitschrift TV Spielfilm vergaben dagegen die beste Wertung. (Daumen nach oben) und schrieben: „Glaubhaft und trotz der Dramatik optimistisch“.

### Einschaltquoten
Bei der Erstausstrahlung am 6. Februar 2022 wurde An einem Tag im April in Deutschland nur von 5,7 Millionen Zuschauern gesehen, was einem Marktanteil von 16,9 Prozent entsprach.